# Malý Budíkov
Malý Budíkov (německy Klein Budikau) je malá vesnice, část obce Budíkov v okrese Pelhřimov. Nachází se asi 1,5 km na severovýchod od Budíkova. V roce 2009 zde bylo evidováno 23 adres. V roce 2001 zde trvale žilo 29 obyvatel.
Malý Budíkov leží v katastrálním území Budíkov o výměře 6,64 km2.

## Další fotografie

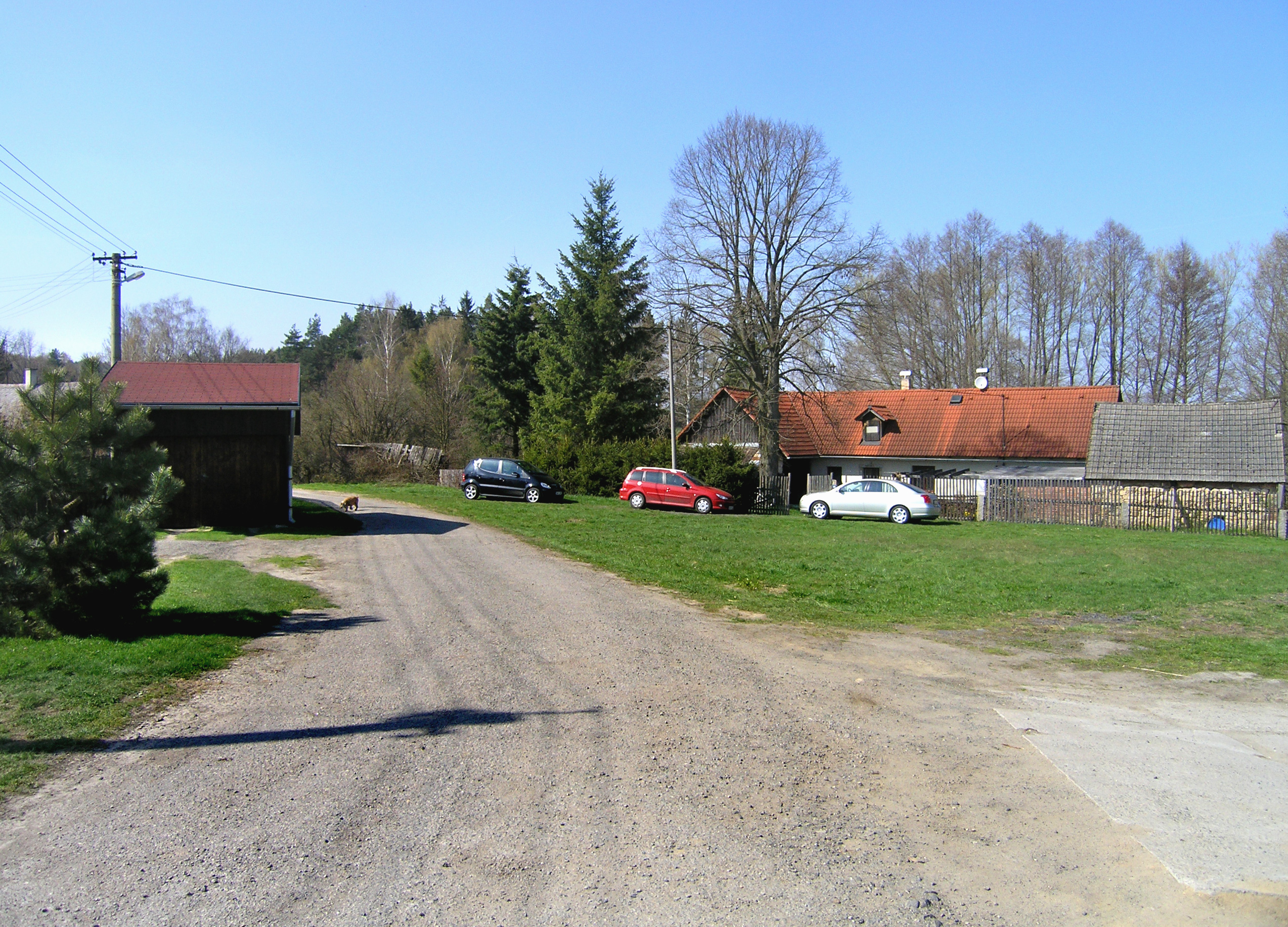
Náves